# Atak na szkołę wojskową w Peszawarze
Atak na szkołę wojskową w Peszawarze – zamach terrorystyczny, który miał miejsce 16 grudnia 2014 w Peszawarze w Pakistanie. W wyniku ataku zginęło 132 uczniów w wieku 12-16 lat oraz kilku pracowników szkoły. Zginęło również 7 terrorystów.

## Masakra
Grupa uzbrojonych talibów z organizacji Tehrik-i-Taliban Pakistan wtargnęła do szkoły wojskowej w Peszawarze i wzięła za zakładników nauczycieli i studentów. Co najmniej sześciu napastników było ubranych w kamizelki z materiałami wybuchowymi. W masakrze zginęło 141 zakładników, a ponad 100 osób zostało rannych. Po ataku została ogłoszona trzydniowa żałoba narodowa.